# Musée du vin de Champagne et d'Archéologie régionale
 (février 2025).
Le musée du Vin de Champagne et d'Archéologie régionale est un musée archéologique français, situé  dans le château Perrier, avenue de Champagne à Épernay dans le département de la Marne.

## Historique

### Premier musée d'Épernay
Le musée d'Épernay a été créé en 1893 après une importante donation d'objets d'art et de trouvailles de fouilles archéologiques.
Ce musée est enrichi en 1931 par la donation de l'abbé Pierre Favret, éminent archéologue français très actif en Champagne où il habite, il crée ainsi le musée régional de Préhistoire et d'Archéologie avec le soutien de la municipalité. Ce musée rassemble alors 80 000 pièces archéologiques régionales, datant du Paléolithique au début du Moyen Âge, ce qui en fait l'une des plus importantes collections françaises. En 1936, Jules Claine lui fait aussi don des collections anthropologiques qu'il a glanées durant ses voyages.

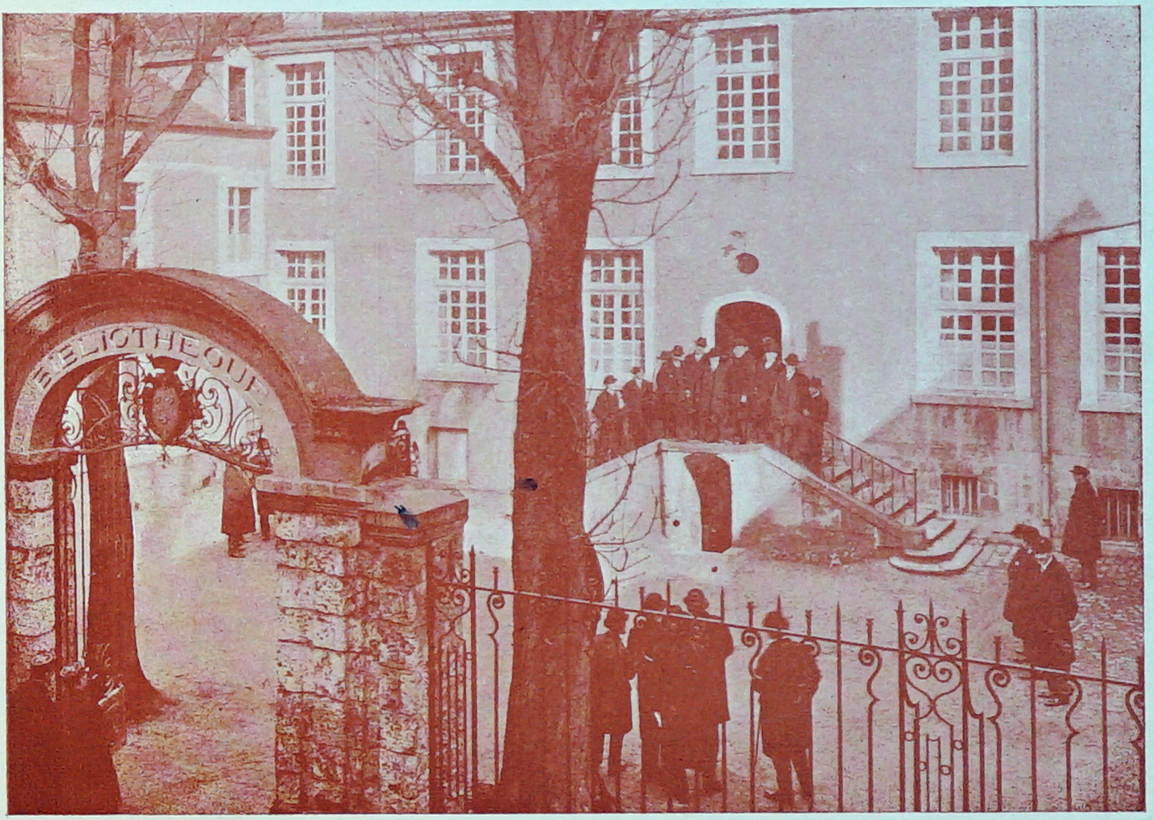
Le musée d'Épernay lors de son inauguration en 1931.
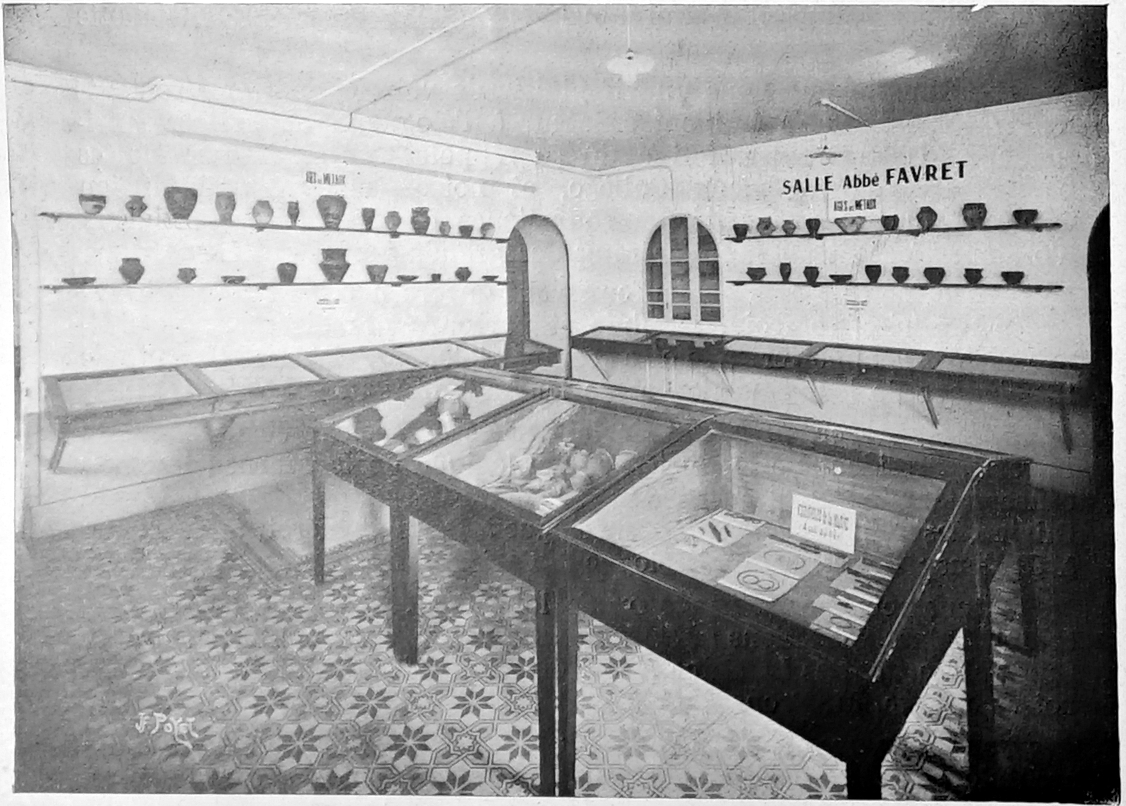
Une salle du musée en 1931.
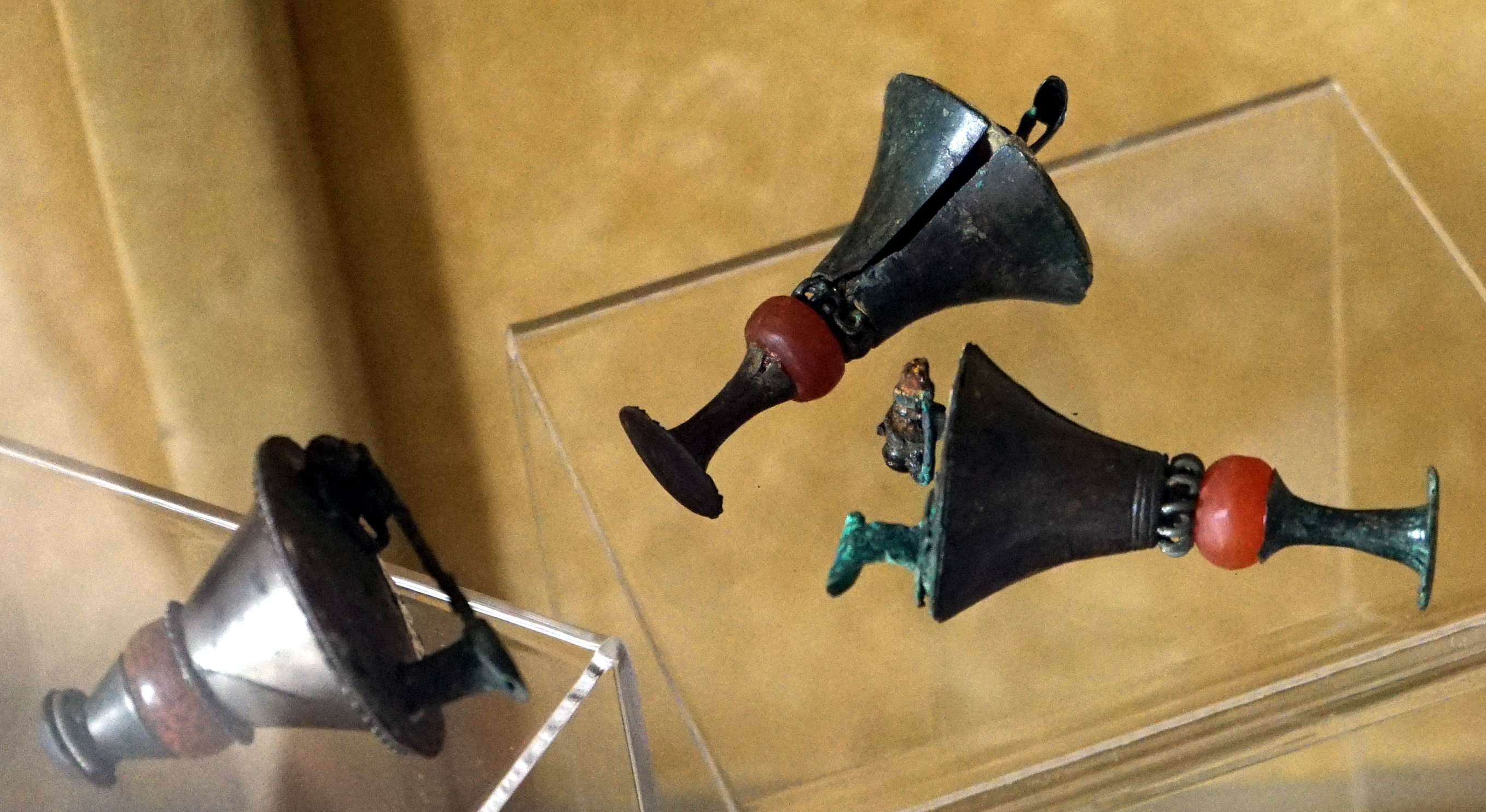
Fibules cuivre et ambre de IVe siècle de Vert-la-Gravelle.
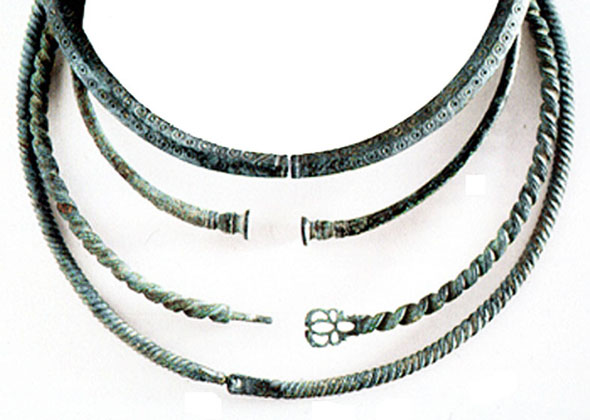
Torques en bronze.

### Installation au château Perrier
En 1942, le conseil municipal d’Épernay décide d’acquérir le château Perrier pour y installer le musée municipal et la bibliothèque, la signature est actée le 16 septembre 1943.
Le musée est installé en 1950 au château Perrier. Le rez-de-chaussée accueille la bibliothèque, le 1er étage le musée d'histoire du Champagne et des travaux des champs, et les combles le musée de la Préhistoire. En 1960, 4 000 pièces relatives à l'histoire du vin de Champagne s'ajoutent à la collection. C'est à Georges Henri Rivière, créateur du musée des Arts et Traditions populaires à Paris, qu'est confié le soin de concevoir un musée d'ethnographie viticole de la Champagne.
Faute d'entretien, la bibliothèque est cependant transférée en centre-ville en 1995 et les musées du Vin de Champagne et de la Préhistoire régionale sont fermés en 1998 au public.

### Rénovation

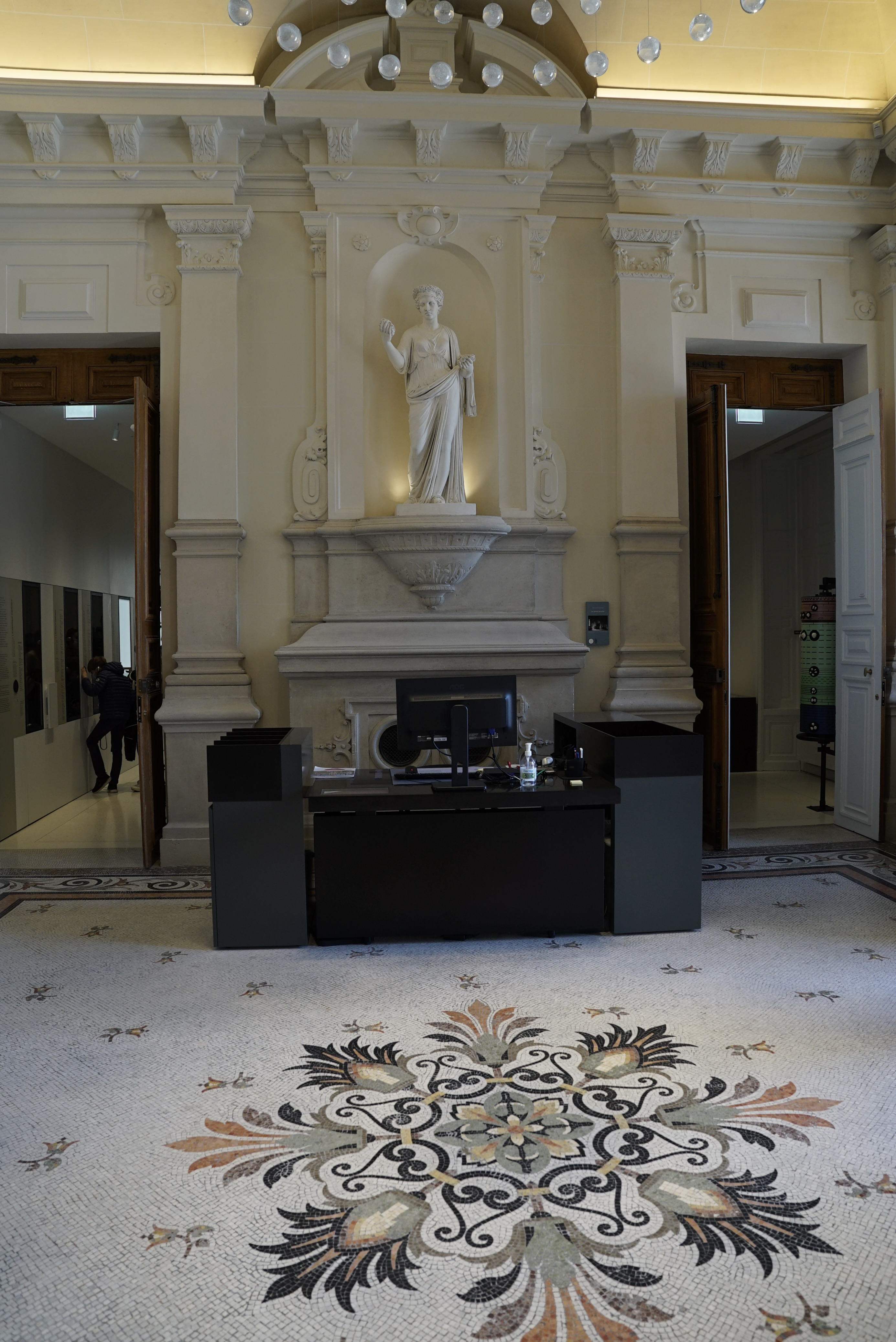
Le hall d'accueil.

En mai 2016, la maîtrise d'œuvre est confié à l'agence d'architecture Frenak et Jullien. Les travaux ont été effectués entre 2018 et 2020 avec l'aide de 65 entreprises. Le château Perrier, ainsi que le jardin ont été réhabilités, les collections et les décors monuments historiques ont été restaurés et du mobilier et des vitrines ont été réalisés. Trente mille feuilles d'or ont été nécessaires pour la restauration des décors du grand salon. Le coût de ces travaux s'est élevé à 23,15 millions d'euros, hors restauration et déménagement des collections, impondérables et frais annexes. La restauration des œuvres présentées a coûté 400 000 euros, et 276 mécènes ont apporté 2,3 millions d'euros.
L'inauguration a lieu le 27 mai 2021 par le maire d'Épernay Franck Leroy, en présence du président de la région Grand Est Jean Rottner, du président du département de la Marne Christian Bruyen, des élus d'Épernay et des mécènes. L'ouverture au public a lieu le 29 mai 2021,.

## Collections
Plus de 2 000 objets sont conservés au musée, ils sont répartis en quatre parcours.

### Rez-de-chaussée: la formation du paysage et du sous-sol champenois
Ce parcours introductif présente l'évolution du paysage champenois depuis le Jurassique jusqu'au Paléogène. Il raconte comment la mer et les lagunes se sont succédé pour donner naissance au paysage et au sous-sol crayeux de la région, qui constituent des caractéristiques essentielles du vignoble champenois. De nombreux fossiles marins comme des ammonites ou des campaniles giganteum du Lutétien témoignent de la présence de la mer, d'autres comme des empreintes de feuilles fossilisées témoignent de la présence de lagunes au Thanétien, ou à l'Yprésien.

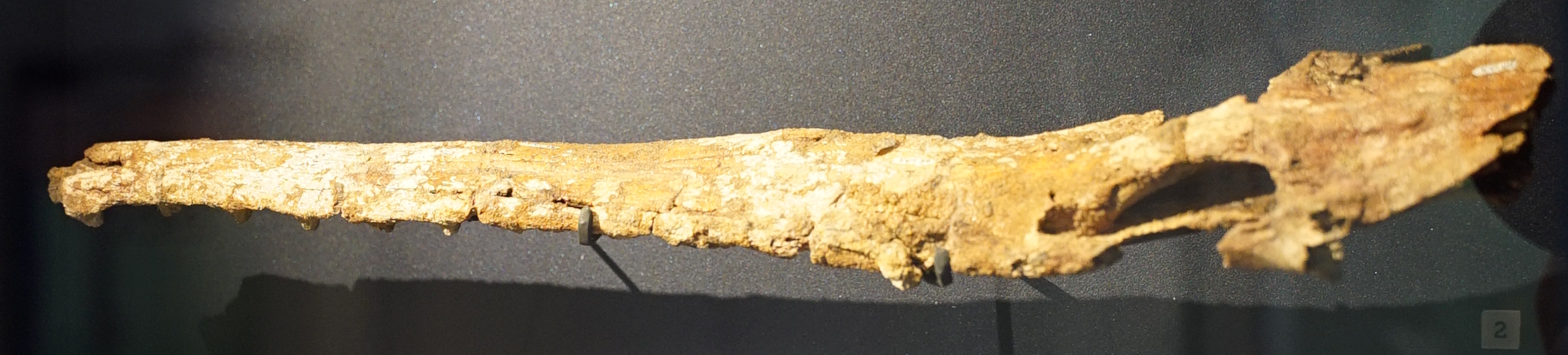
Faune du Cénozoïque, Champsosaurus.
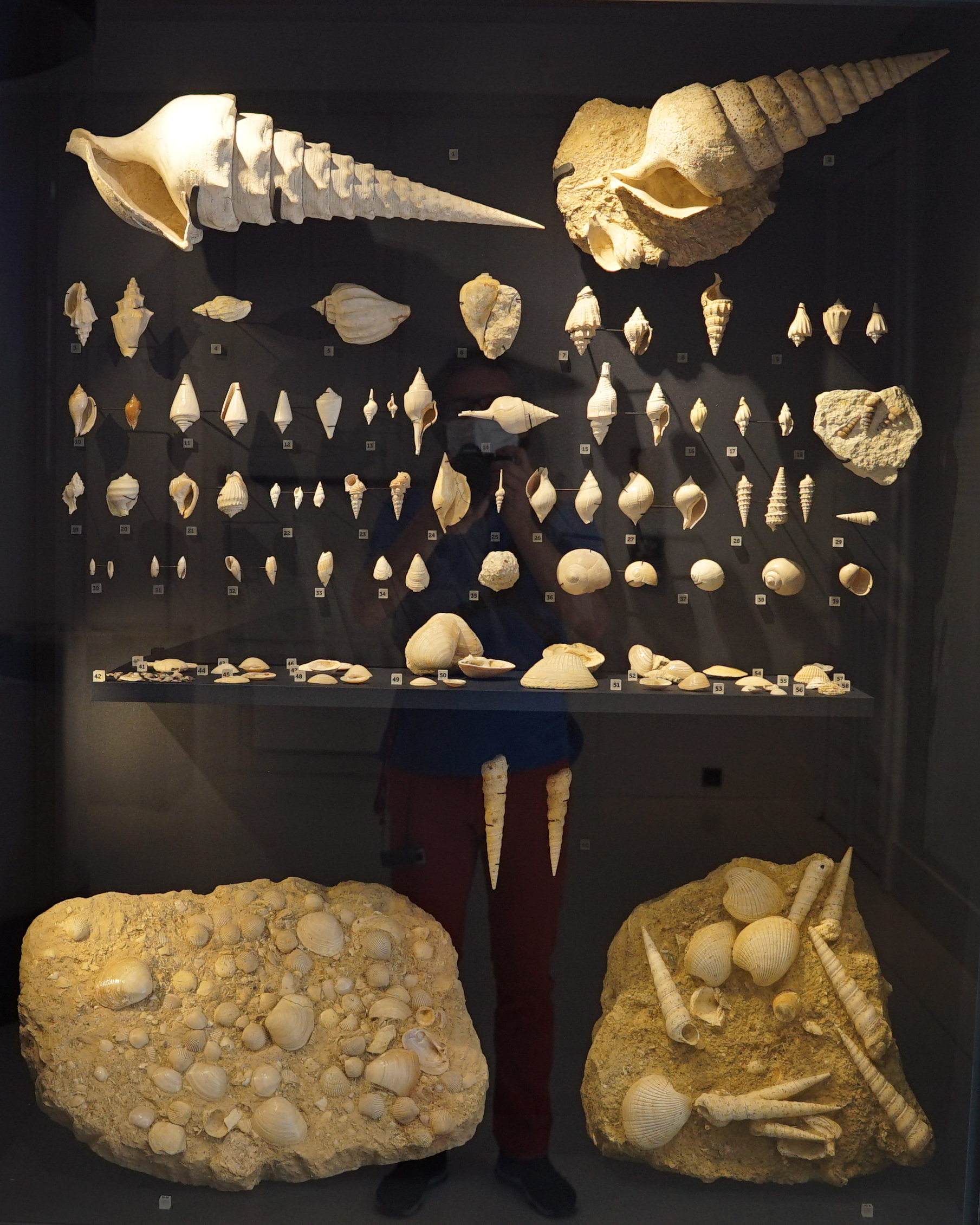
Campanile Giganteum, Lutétien.
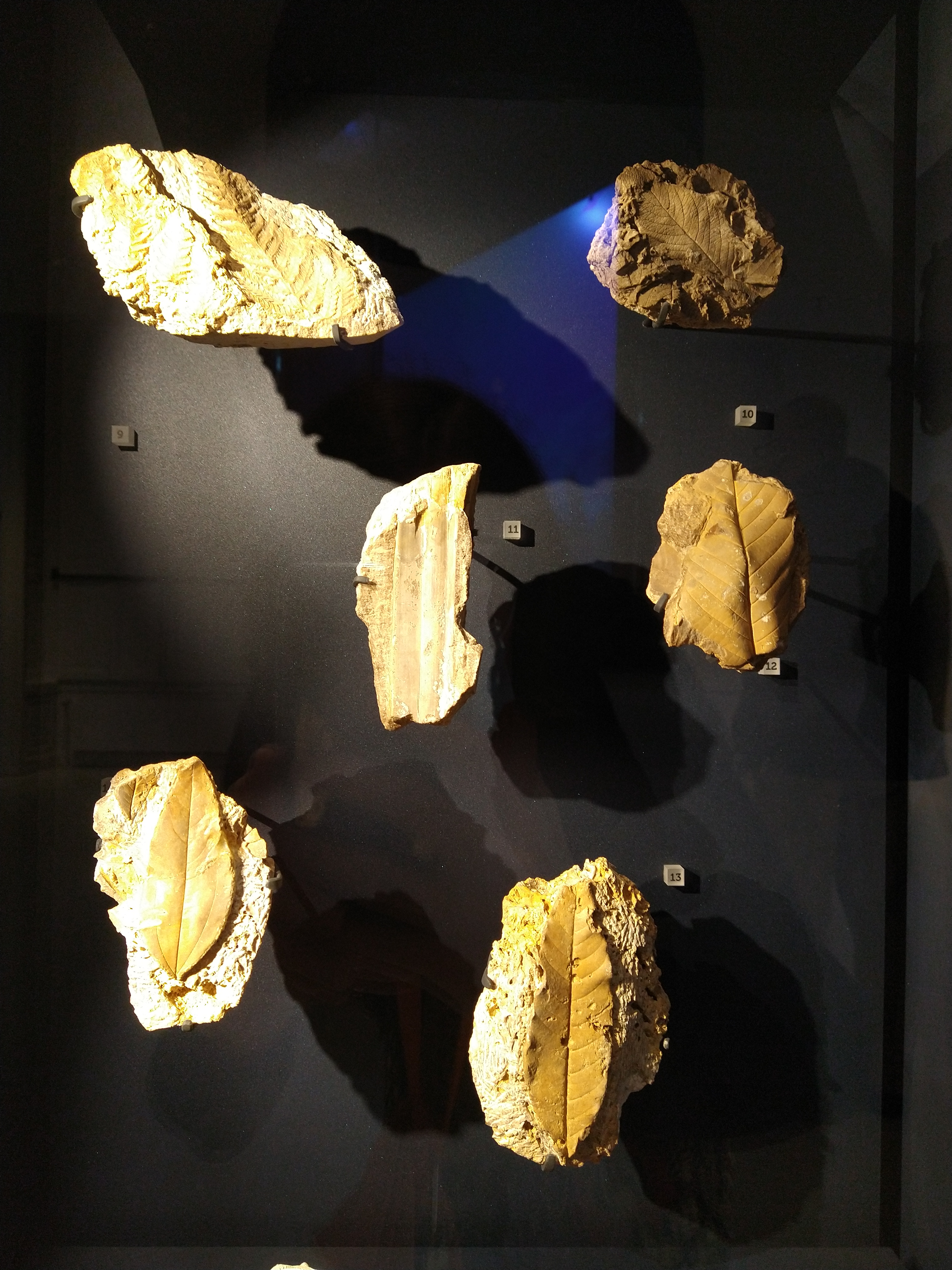
Feuilles fossilisées, Thanétien, Travertin de Sézanne.
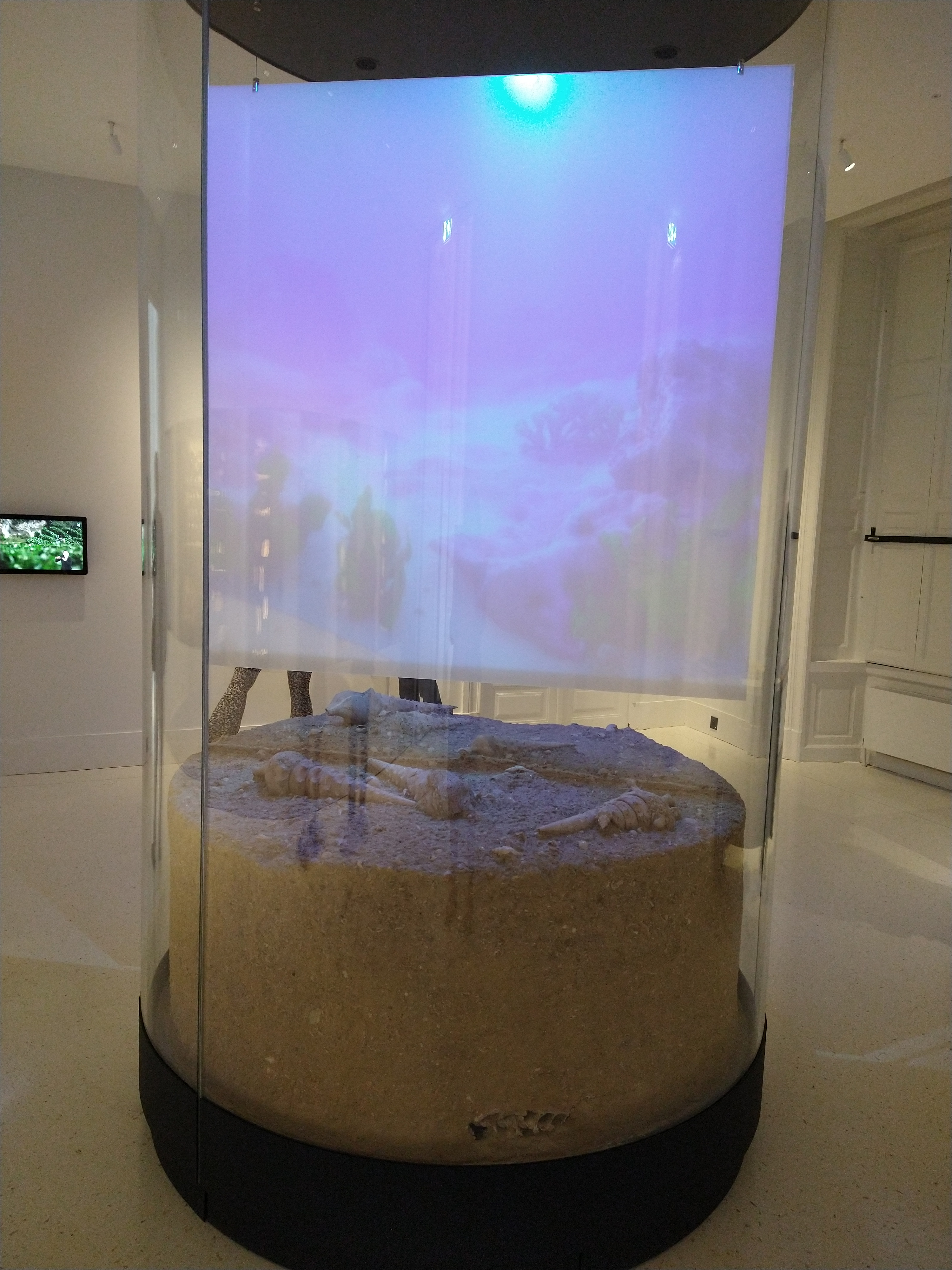
Fonds marin, Lutétien, Fleury-la-Rivière.

### Deuxième étage: l’histoire de l’implantation des Hommes en Champagne, de la Préhistoire au Haut Moyen Âge
Les différents aspects de la vie humaine au cours des siècles sont abordés : l’exploitation des ressources naturelles comme la craie, l’habitat, l’artisanat, les tenues vestimentaires, les habitudes alimentaires ou encore les rites funéraires .
De nombreux érudits ou archéologues ont fouillé la région dès le début du XIXe siècle à l'image de Joseph de Baye, de l'abbé Pierre Favret puis André Loppin et André Brisson. Ces archéologues ont mis au jour de nombreux vestiges datés notamment du Néolithique et de l'Âge du fer.
Le musée du Vin de Champagne et d’Archéologie régionale d’Épernay possède l’une des plus belles collections muséales de torques, dont eux types sont exposés au musée : les torques à tampon portés par les femmes rèmes et les torques à décor ternaire portés par les femmes senones.

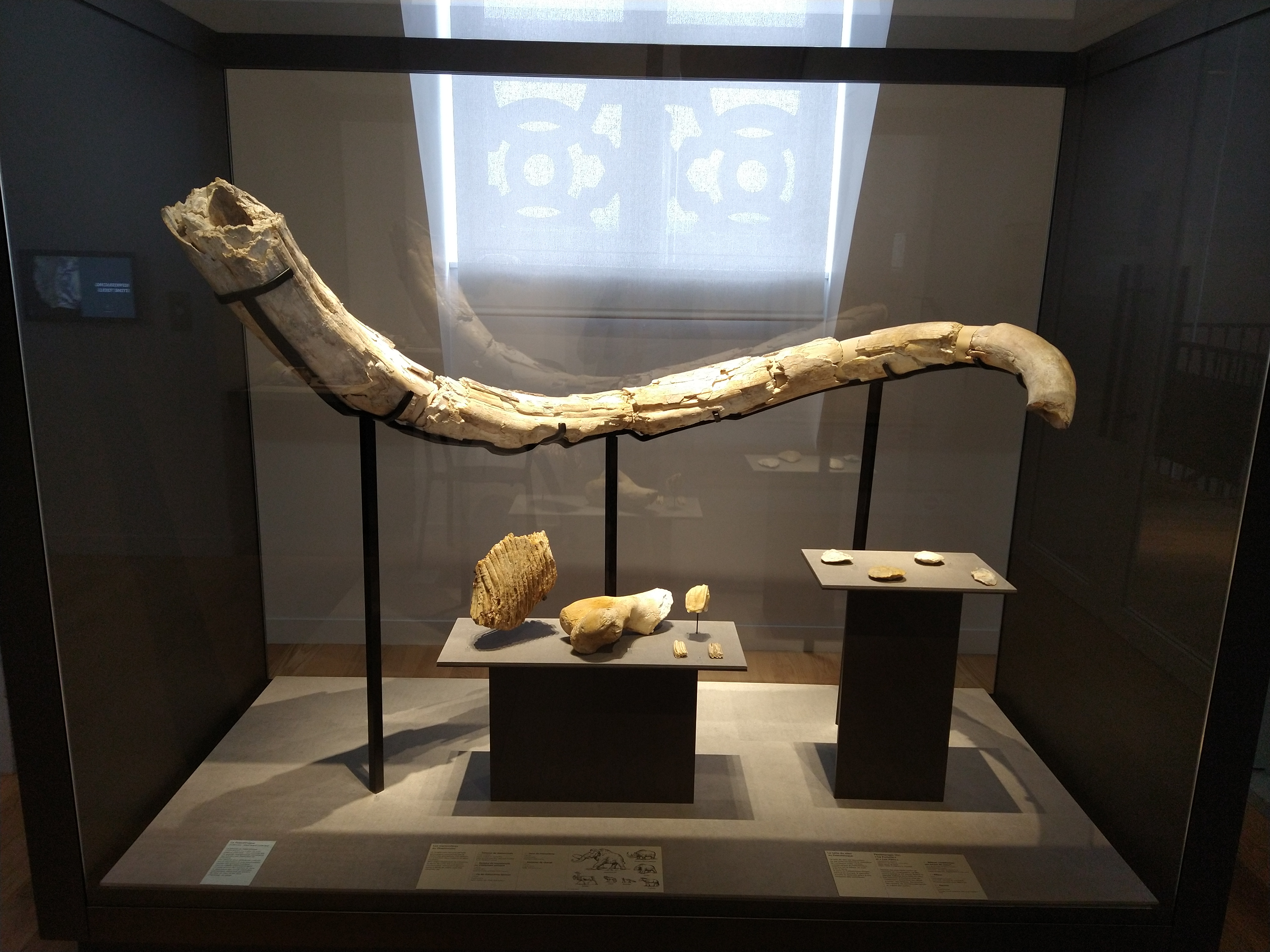
Défense de mammouth, 17000 av. J.-C.
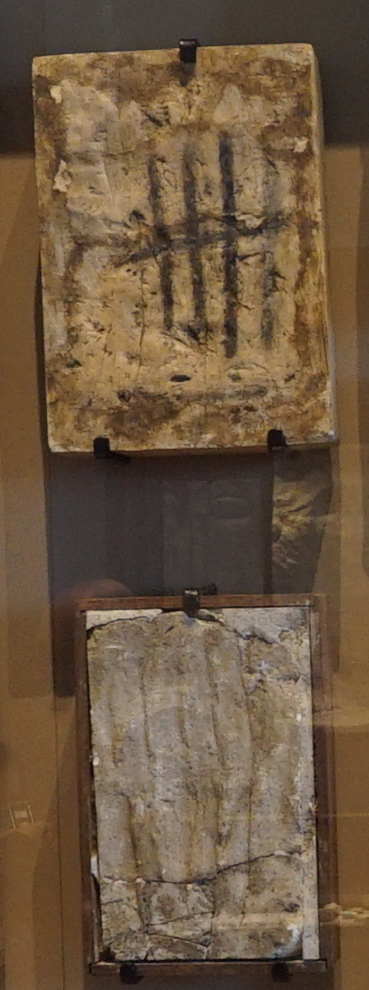
Blocs peints et gravés, hypogées de Villevenard, 3500-2800 av. J.-C.
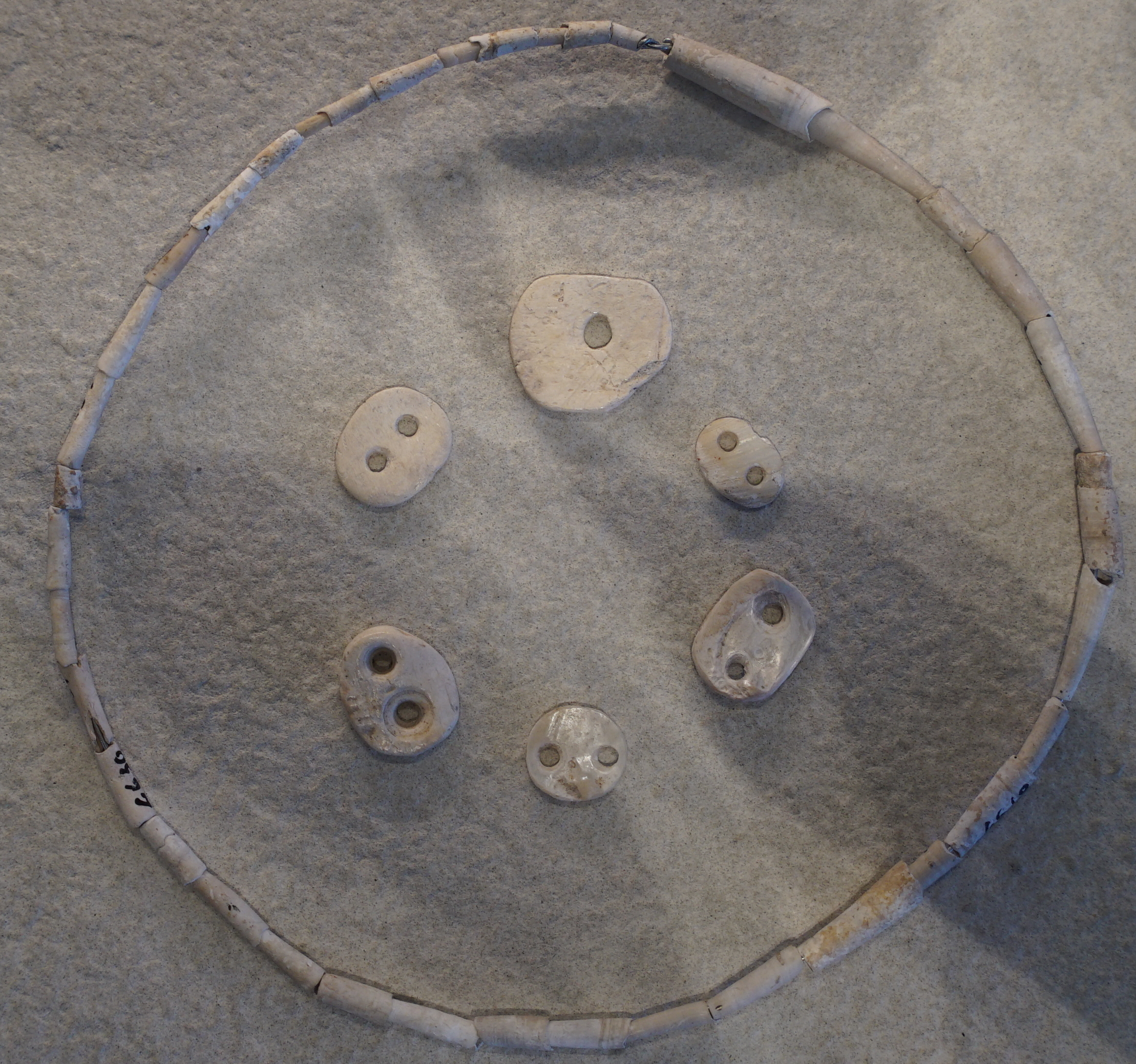
Aulnay-aux-Planches, parures du Néolithique.
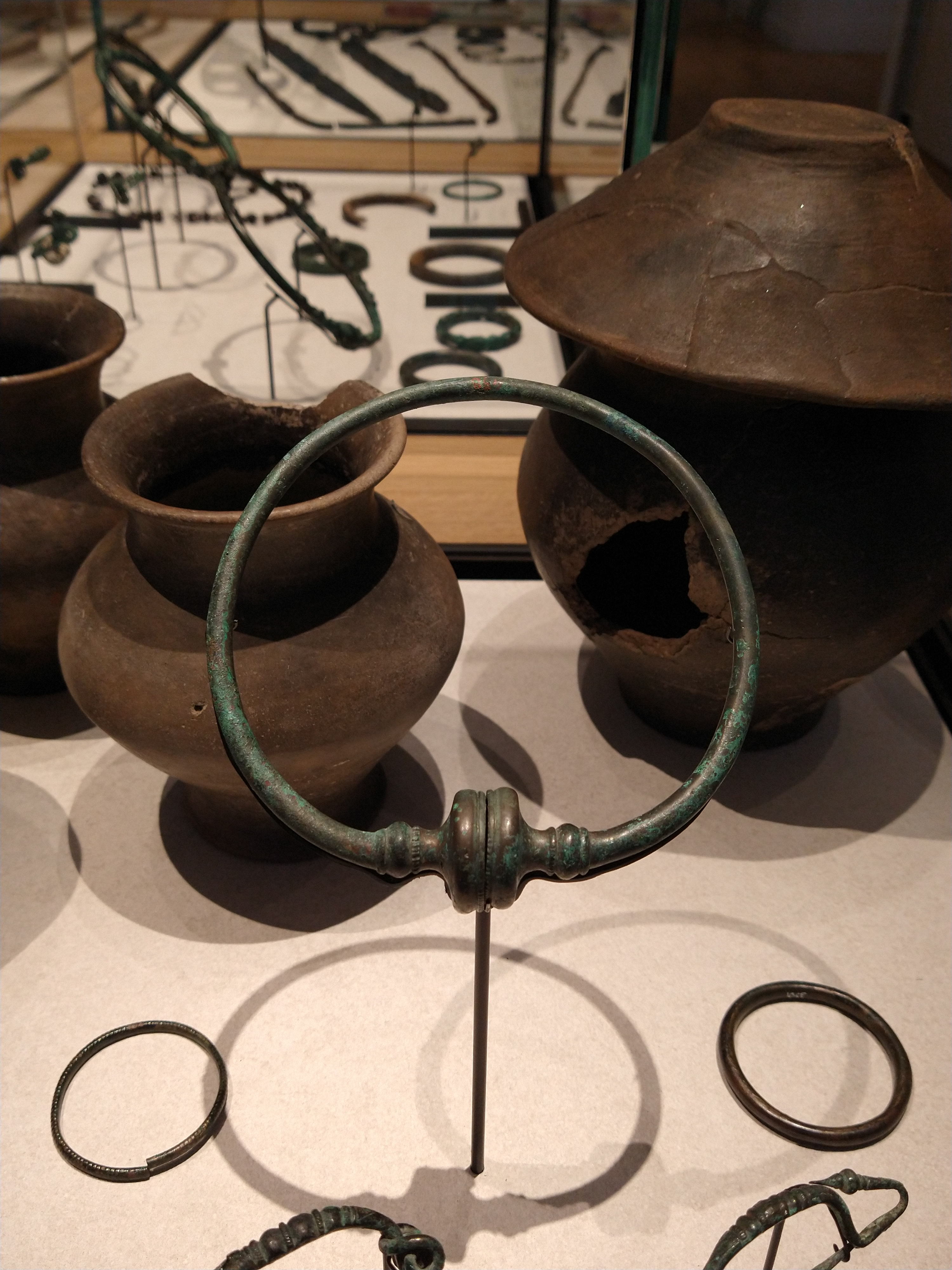
Torque à tampons, Ve-IIIe siècle av. J.-C., Les Grandes-Loges.
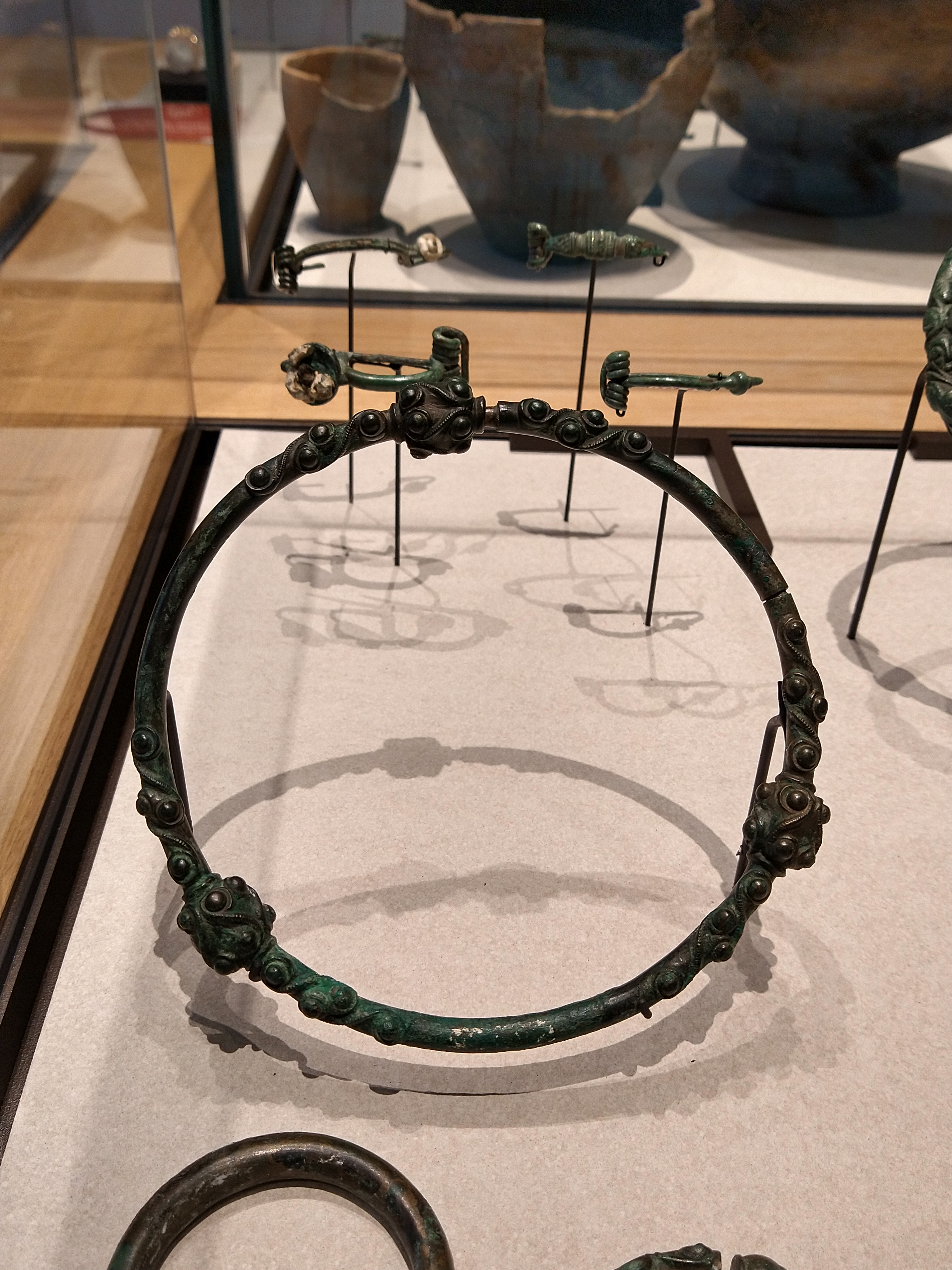
Torque à décor ternaire, 350-300 av. J.-C., Villeseneux.
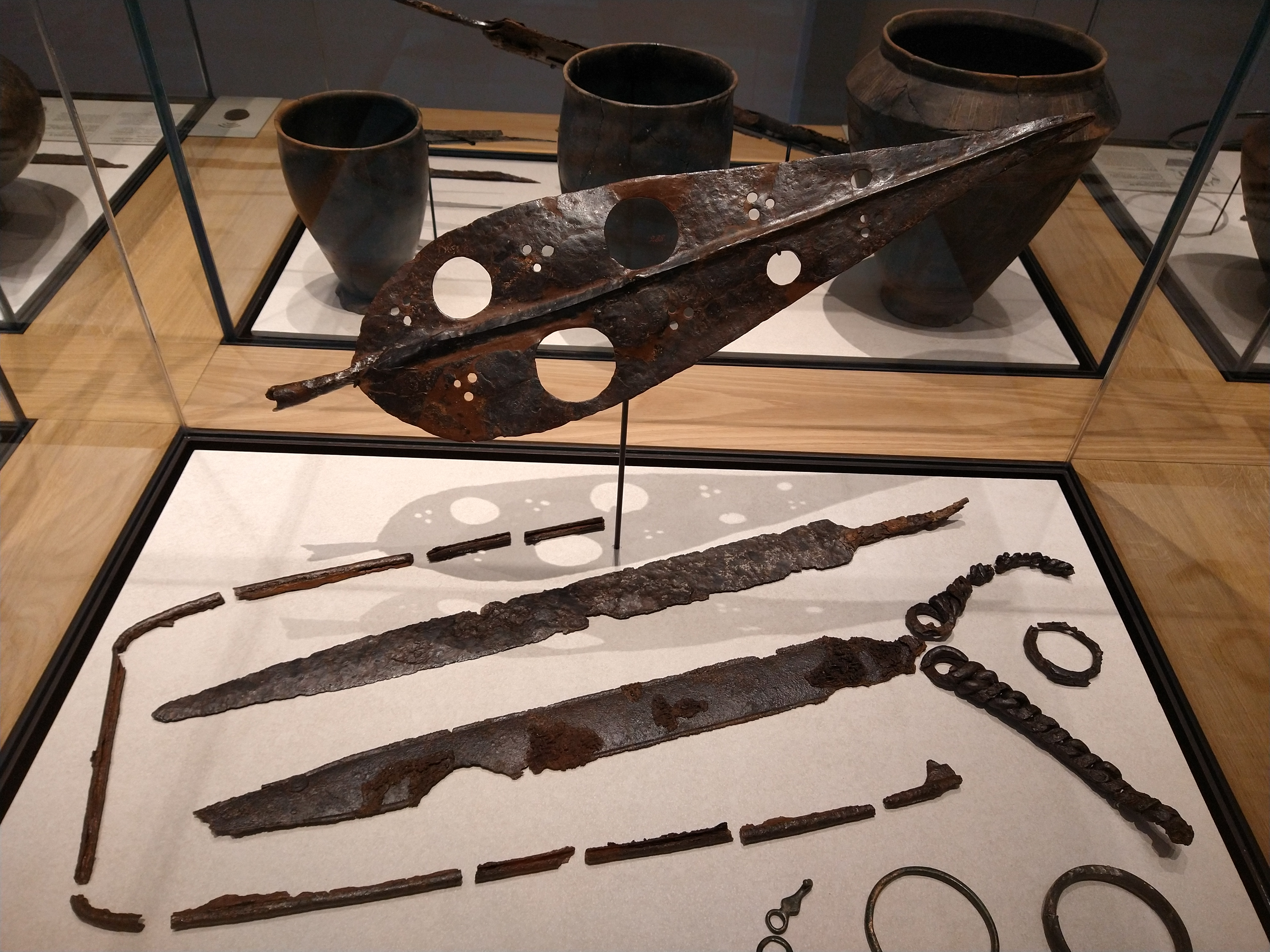
Lance-enseigne, IIIe siècle av. J.-C., Fère-Champenoise.
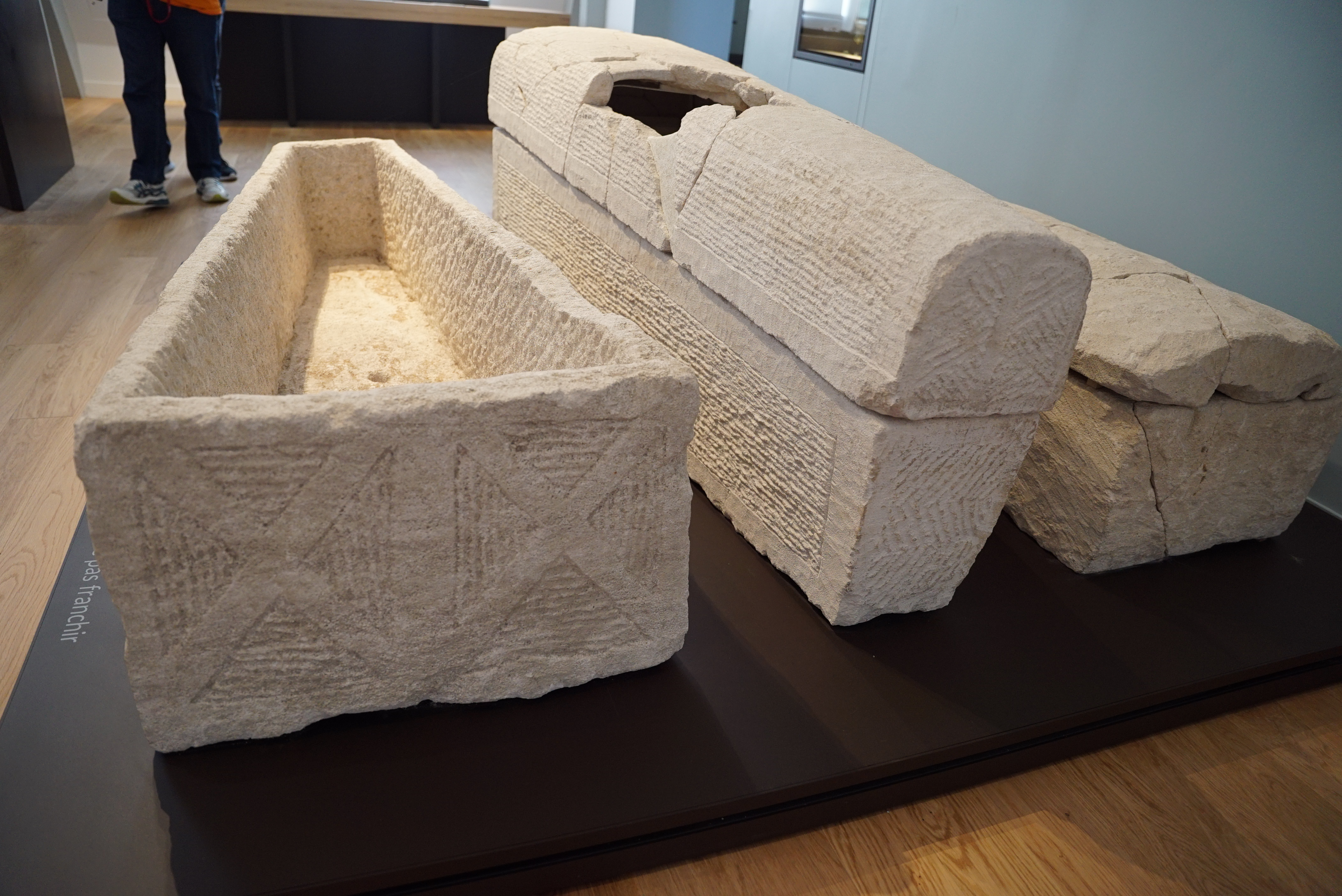
Sarcophages mérovingiens, VIe siècle.
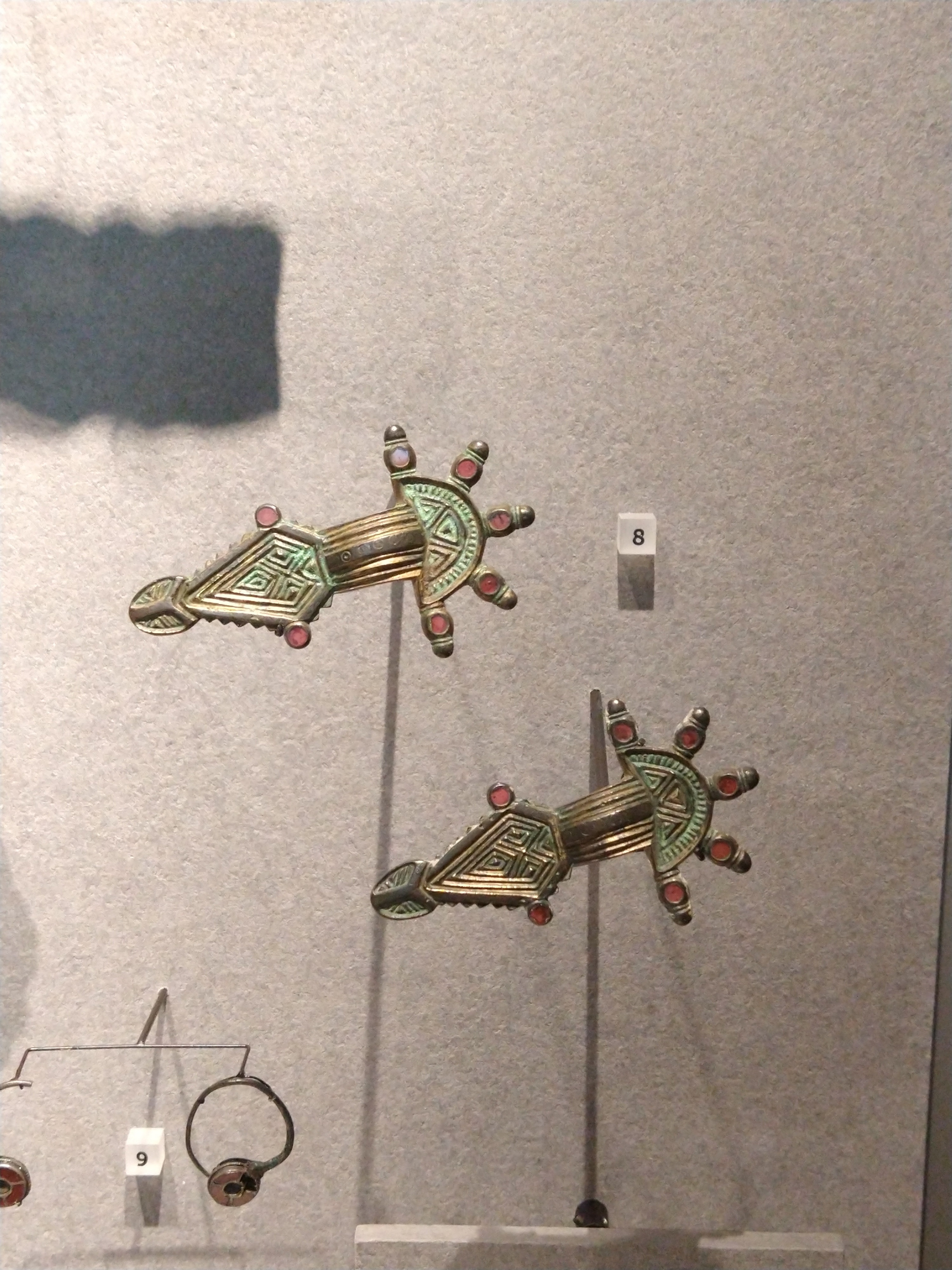
Fibule ansée digitée, VIe siècle, Val-des-Marais.

### Premier étage: l’histoire du vin de Champagne, de l'implantation du vignoble à la renommée du Champagne
Les différentes étapes de l’élaboration du champagne sont présentées ainsi que les dimensions sociales, économiques, culturelles et sensorielles de ce vin effervescent. La première salle est consacrée à l'implantation du vignoble en Champagne et l'apparition de grandes abbayes qui gèrent ces domaines comme l'abbaye de Saint-Basle de Verzy, l'abbaye de Saint-Martin d'Épernay et l'abbaye d'Hautvillers. La deuxième salle est consacrée au travail de la vigne et du sol et à l'appellation Champagne, la troisième à la vendange et au pressurage. Dans la nef centrale, les différentes étapes de l'élaboration du Champagne sont présentées avec des outils, des photographies anciennes de Jean Poyet et des vidéos et maquettes de lignes modernes. Dans la quatrième salle se trouve une maquette du château Perrier. La dernière salle présente de nombreuses bouteilles, verres et autres affiches qui participent à la renommée du Champagne. Un pressoir monumental du XVIIe siècle de près de sept mètres de haut est conservé dans le pavillon d'accueil.

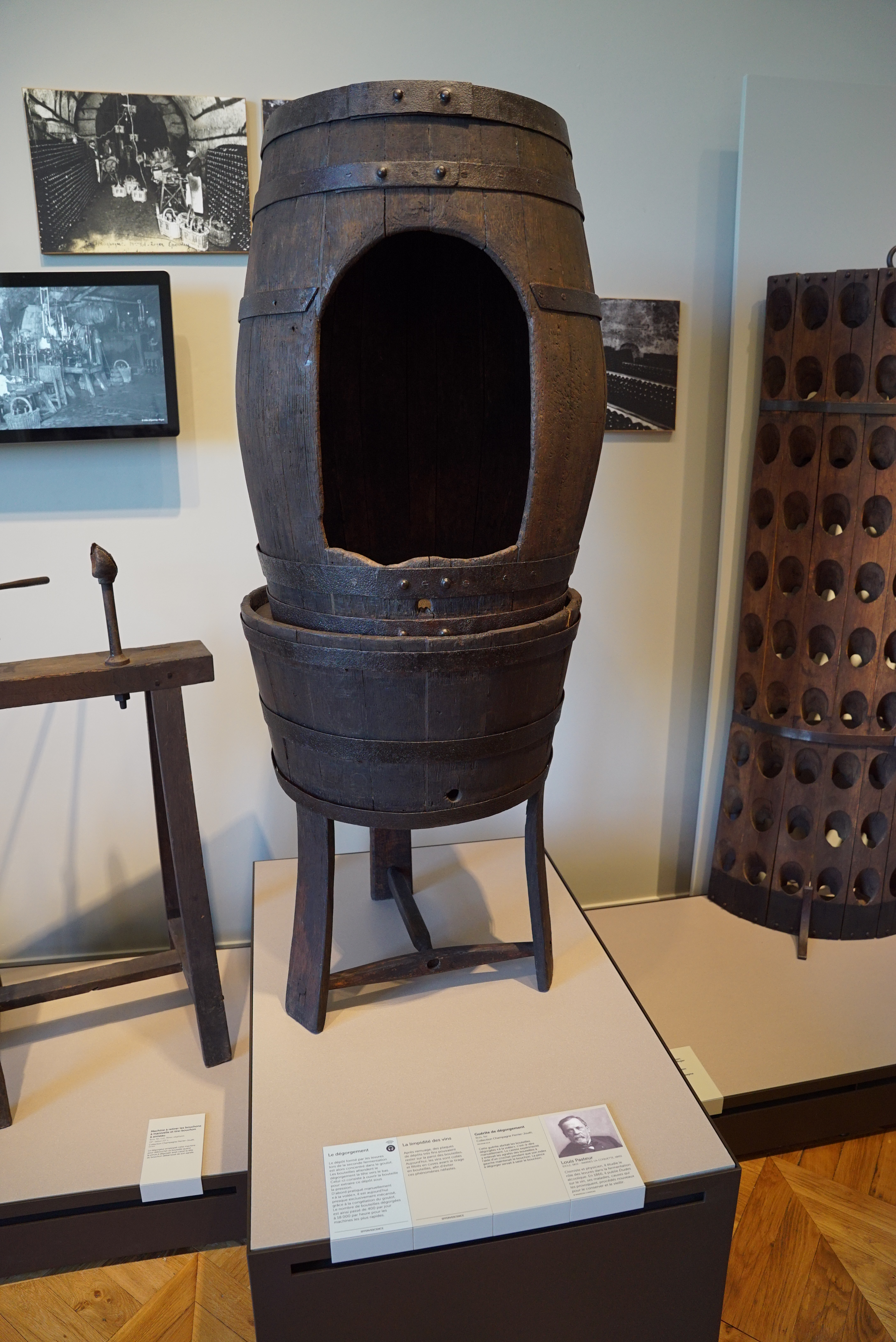
Guérite de dégorgement.
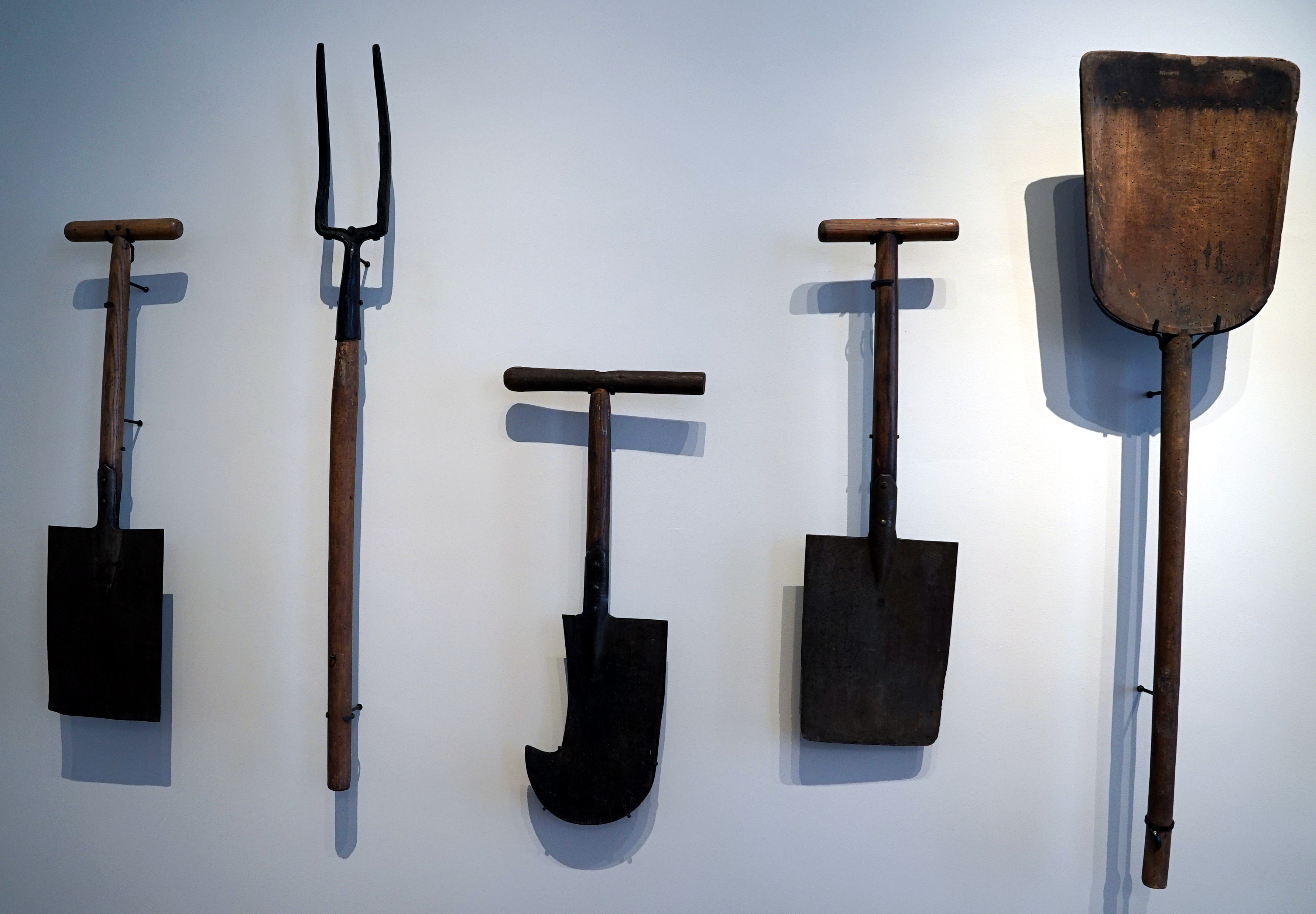
Outils de pressurage du raisin.
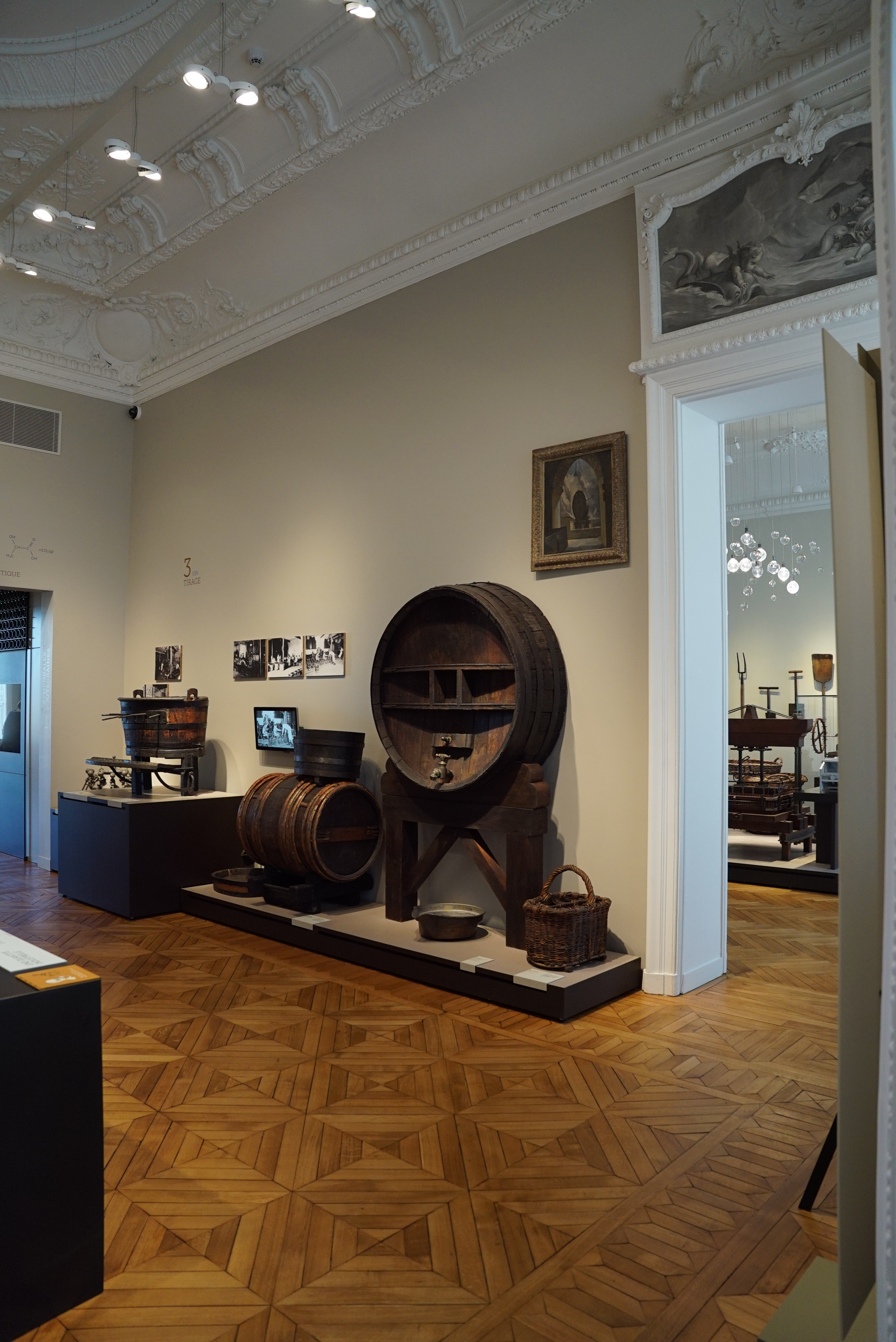
Salle du premier étage.
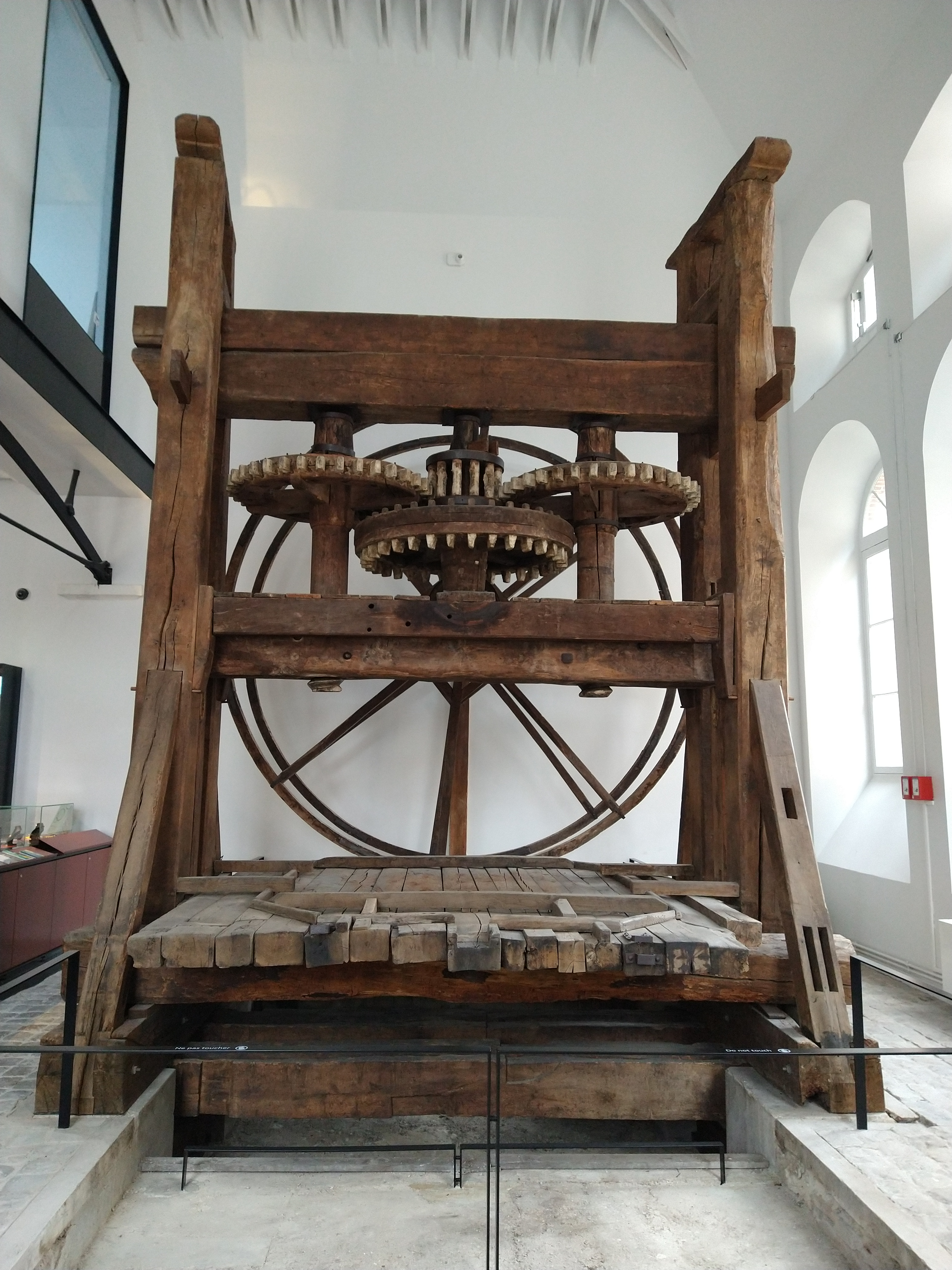
Pressoir du XVIIe siècle, Orbais-l'Abbaye.
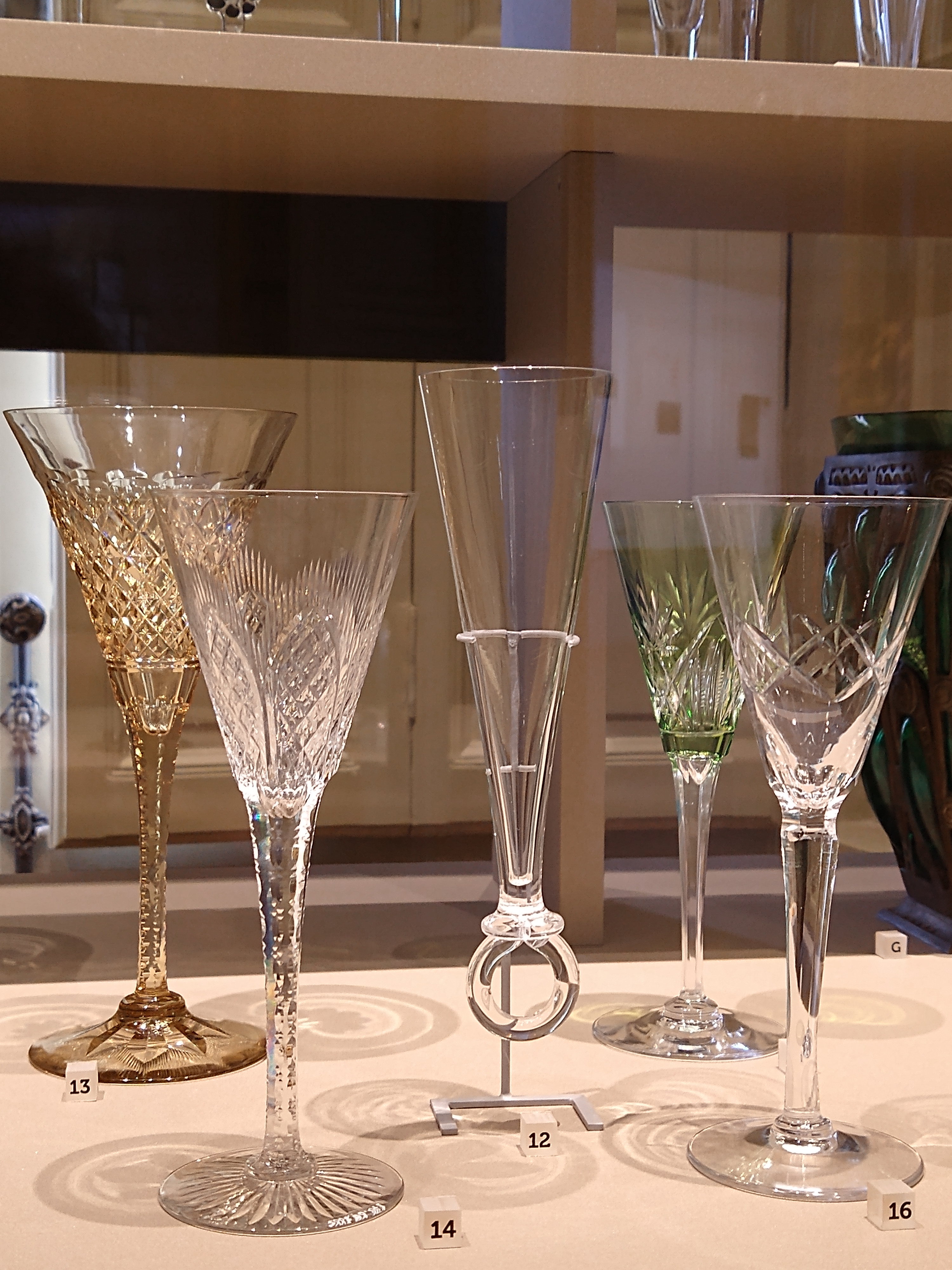
Flûtes de champagne, XIXe siècle.
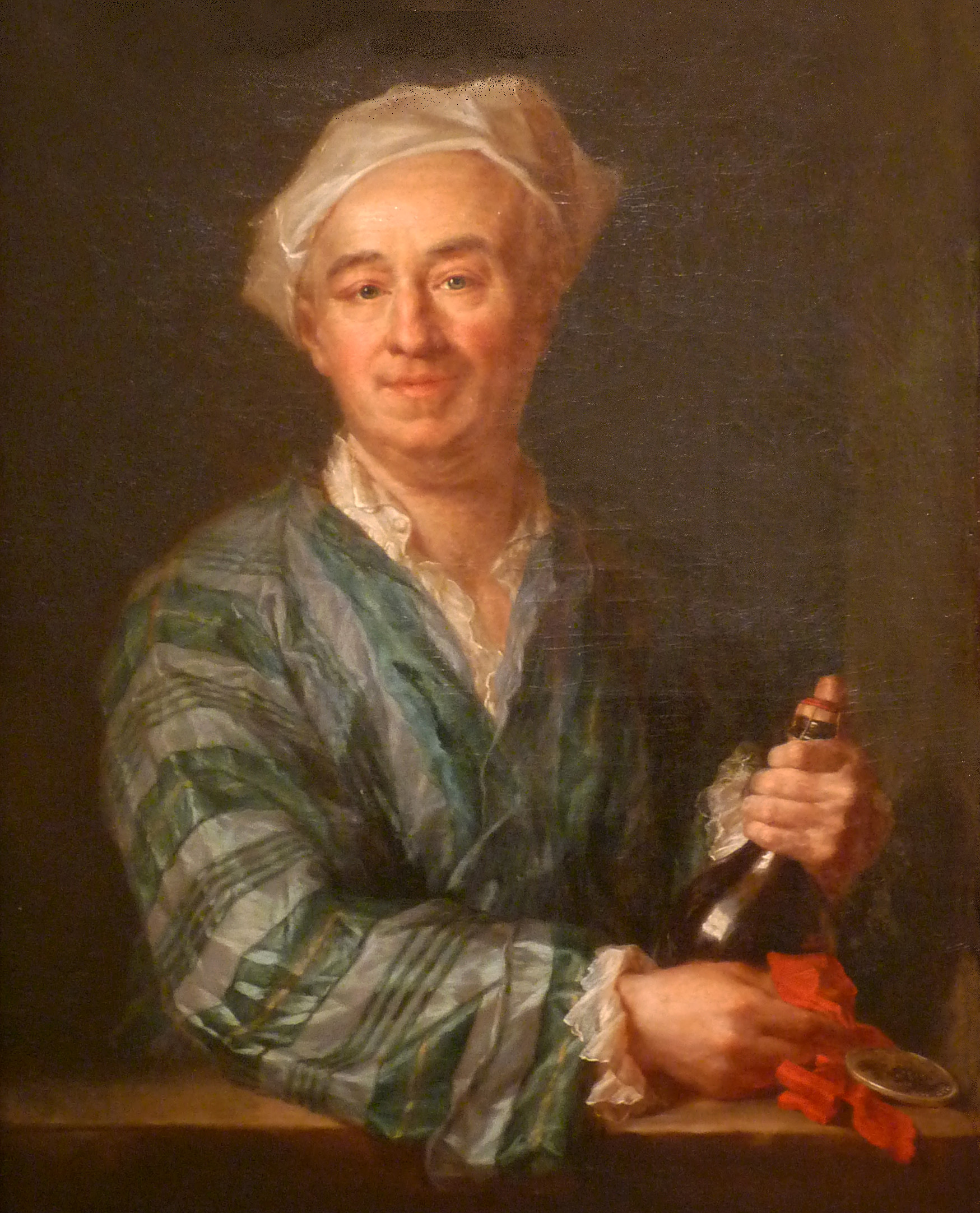
École française, anciennement attribué à Alexis Grimou, Homme à la bouteille, XVIIIe siècle, MNR, dépôt du musée du Louvre.

### Un hommage aux mécènes de la fin duXIXesiècleet de la Belle Époque
Un hommage honore la mémoire aux mécènes qui enrichirent les collections du musée comme M. Lefèvre en 1893, Claude Chandon de Briailles en 1916, Mme Audierne en 1933, Mme Lambinet née Charles en 1934, Jules Claine en 1936 ou M. Faivre en 1938.
Claude Chandon de Briailles a notamment donné sa collection de coffrets et de faïences Wedgwood ainsi qu'un spectaculaire tableau daté de la fin du XVe siècle, Le Siège de Rhodes par les Turcs en 1480 attribué à un suiveur du Maître du Cardinal de Bourbon, qui aurait été commandé par Antoine d'Aubusson pour être exposé dans la cathédrale Notre-Dame de Paris.
Jules Claine, explorateur et diplomate marnais, a collectionné au gré des missions et voyages de nombreux objets qui proviennent d’Asie, d’Afrique ou encore d’Amérique du Sud. 

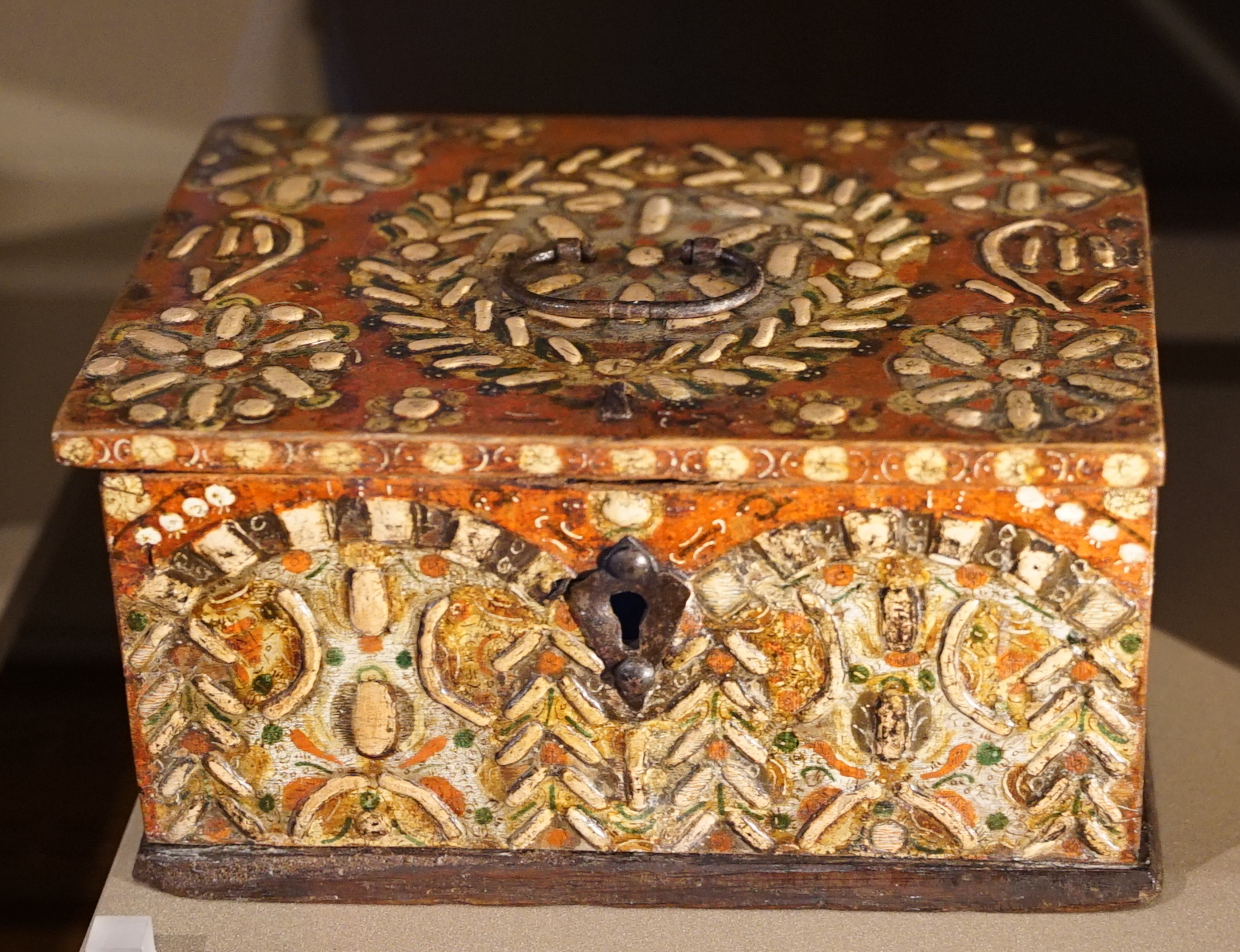
Coffret anglais (1676).
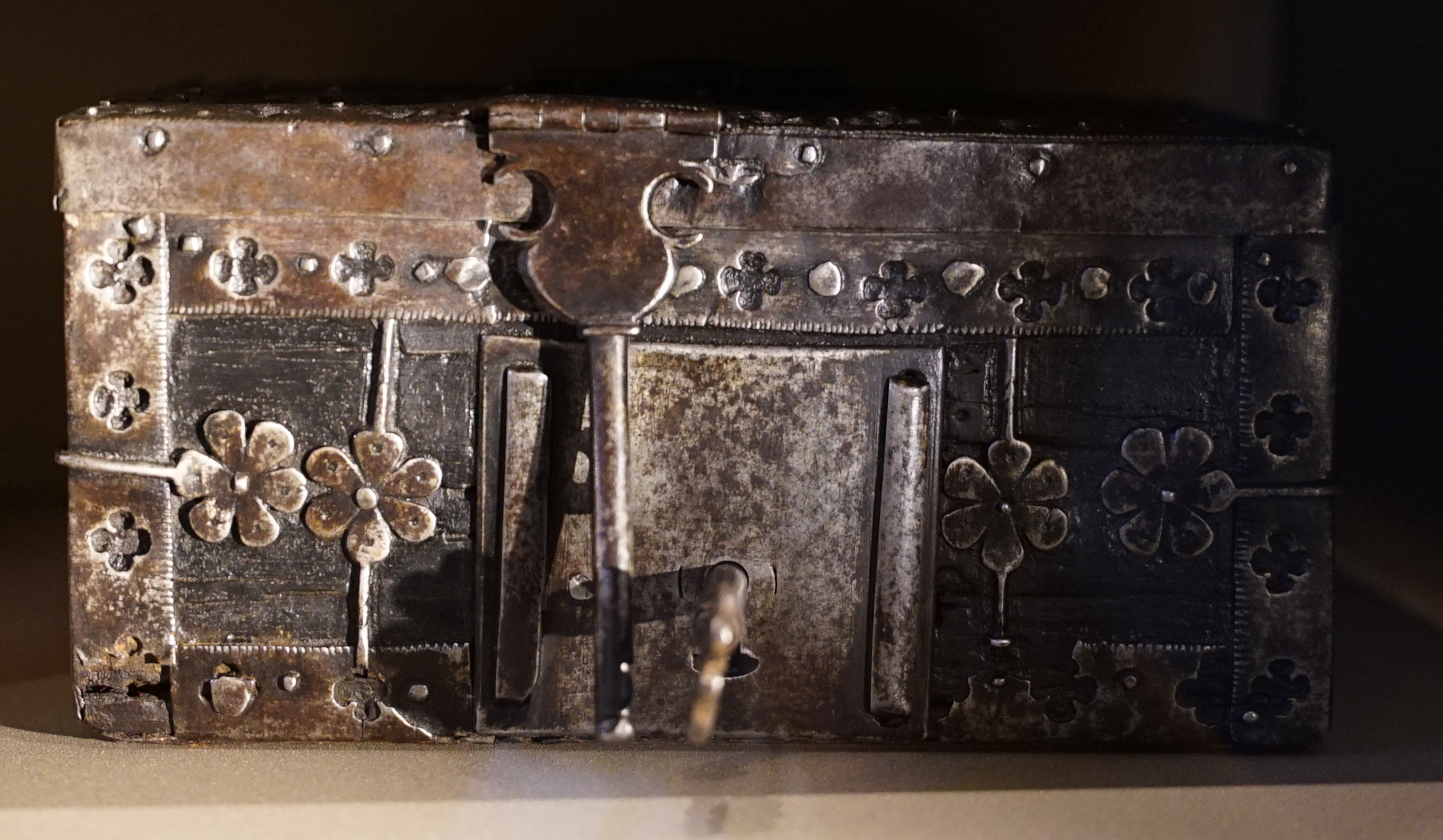
Coffret du XVe siècle, collection Chandon de Briailles.
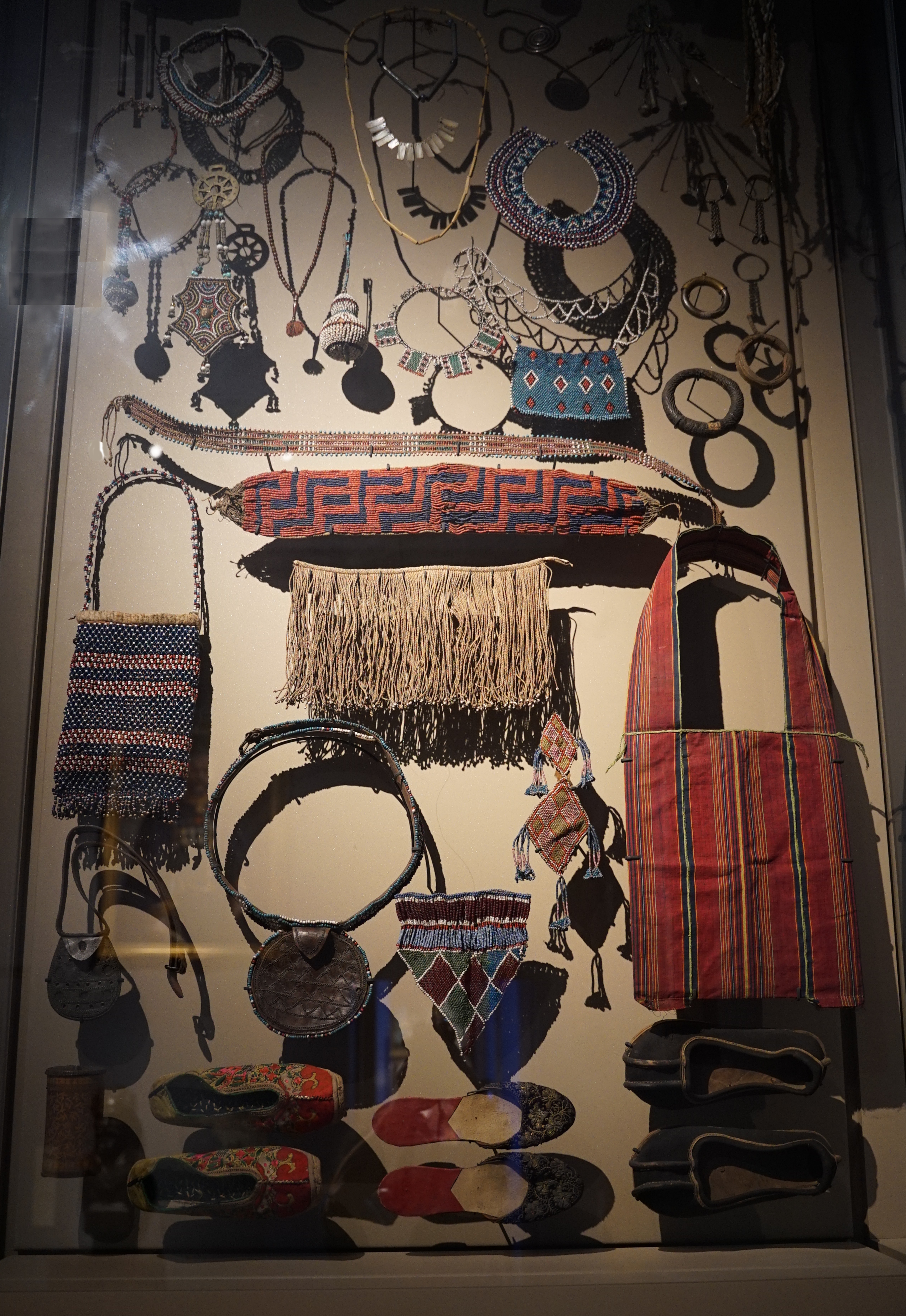
Parures.
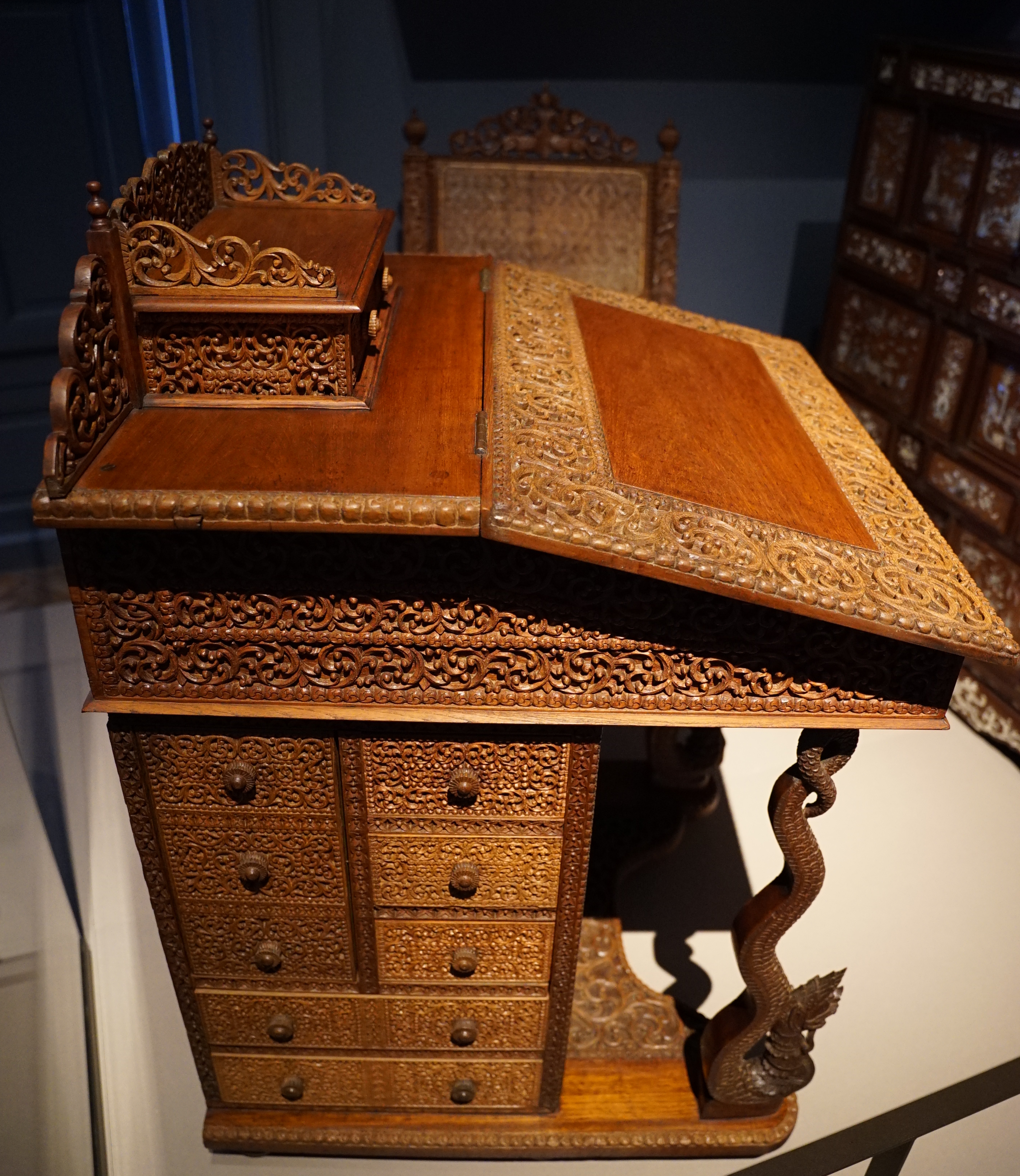
Secrétaire birman, collection Jules Claine.
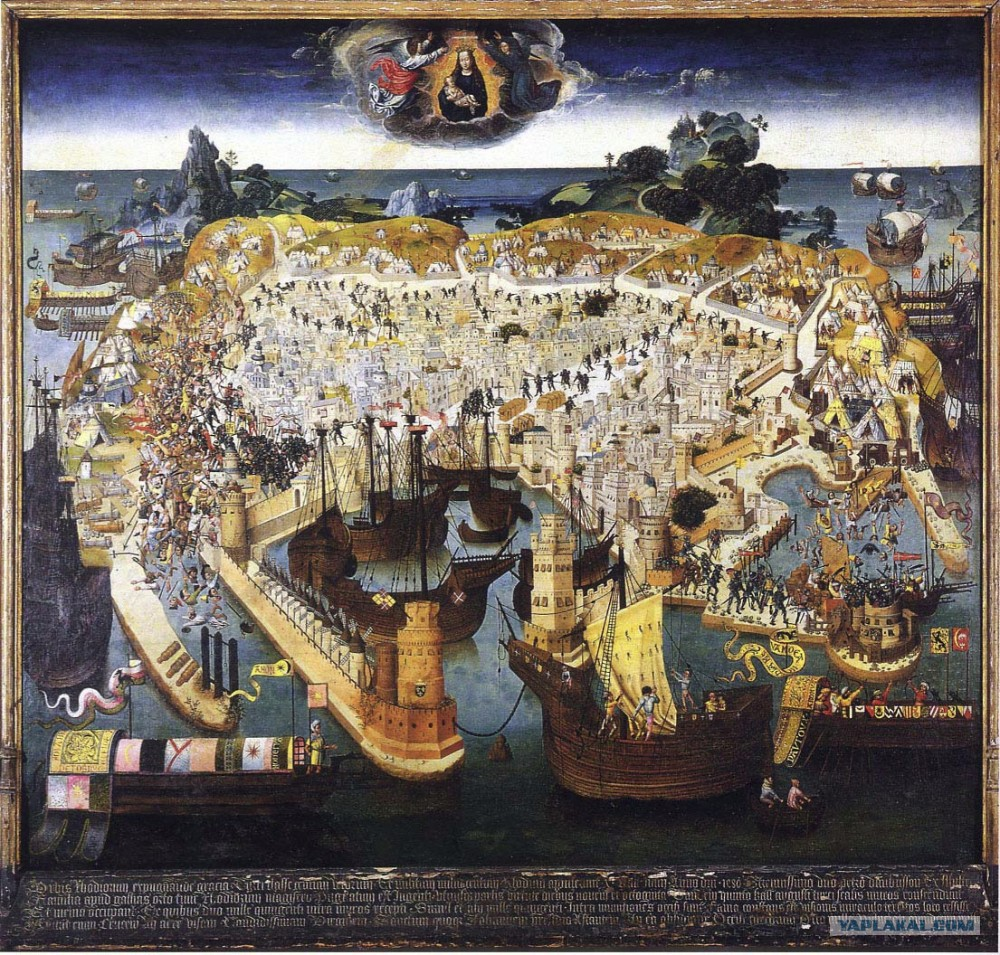
Suiveur du Maître du Cardinal de Bourbon, Le Siège de Rhodes par les Turcs en 1480.
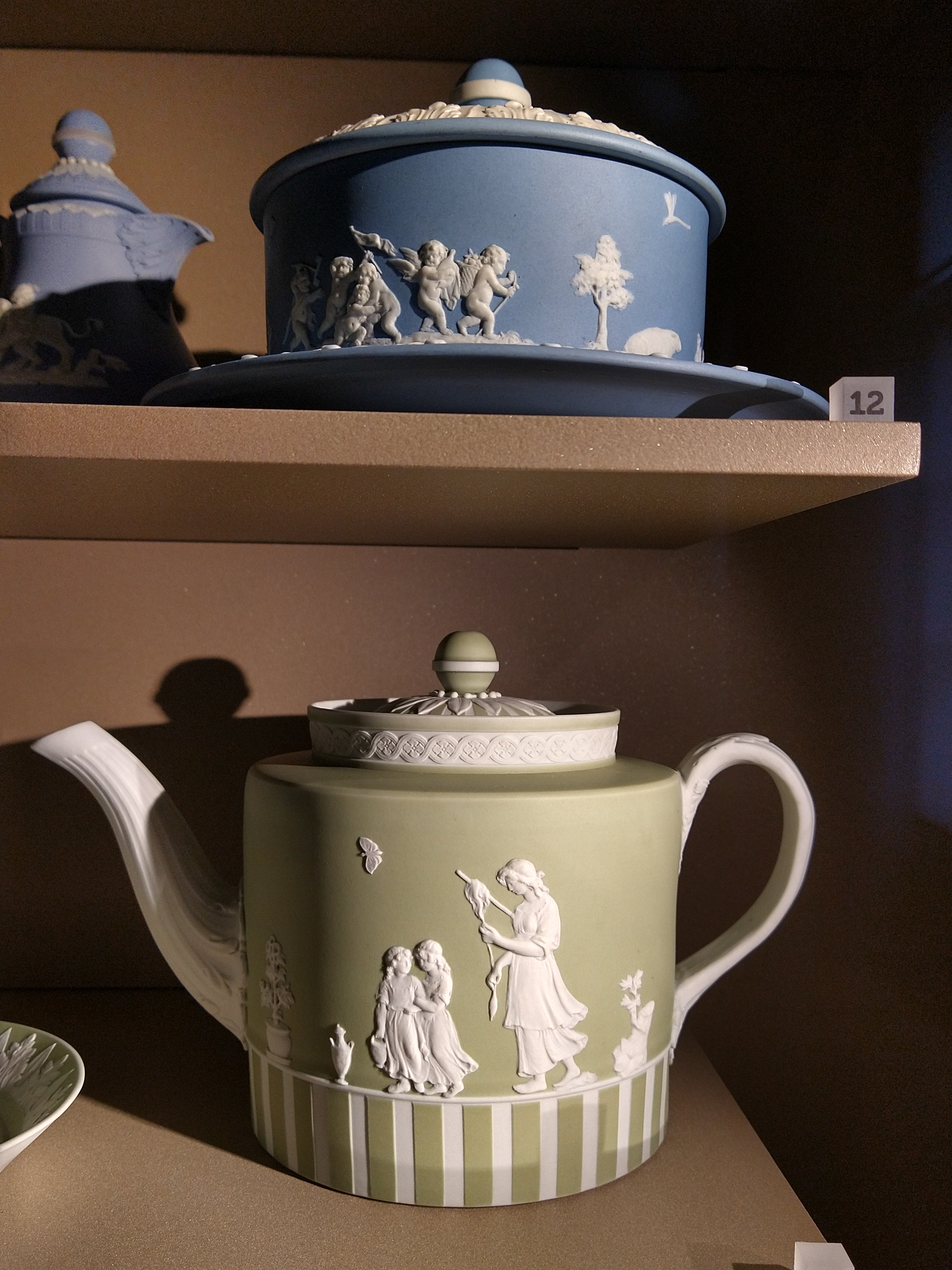
Faïences Wedgwood.